# Hrvatski nogometni športski klub Moslavina
Il Hrvatski nogometni športski klub Moslavina (club calcistico sportivo croato Moslavina), conosciuto semplicemente come Moslavina, è una squadra di calcio di Kutina nella regione di Sisak e della Moslavina in Croazia.

## Storia
Il club viene fondato nel 1919 come HNŠK Moslavina da un gruppo di studenti capeggiati da Milan Marcijuš, Zlatko Golner, Otokar Pavičić e Imbro Rechnitzer. La prima partita viene disputata in casa contro il Građanski Pakrac e si conclude con una sconfitta per 1–9 (di Vinko Jaklić la prima rete nella storia del club); la prima formazione è Vili Hafner, Josip Molnar, Franjo Zilli, Ivan Gotvald, Milan Marcijuš, Dragutin Marcijuš, Vladimir Novosel, Ivan Tuđan, Vinko Jaklić, Otokar Pavičić e Martin Domini. Dopo un po' di tempo, il Moslavina entra nel campionato della "IX. župa Zagrebačka nogometna podsavez" (9ª parrocchia della sottofederazione calcistica di Zagabria) ed utilizza come campo di gioco quello situato in "Kolodvorska ulica" (la via della stazione ferroviaria), ove oggi si trova l'Hotel Kutina. Nel 1939 il HNŠK Moslavina festeggia il 20º anniversario e organizza una amichevole contro una delle migliori squadre del Regno di Jugoslavia : il Građanski Zagabria; ne consegue una sconfitta 1–9, la rete della bandiera è segnata da Zdenko Ivančić.
Nel 1951, col nome Radnik Moslavina (denominazione del club dal 1946 al 1951), si qualifica per la "Hrvatska nogometna liga" (massima divisione croata, terza nazionale, nei tempi della Jugoslavia socialista) e per la coppa nazionale. Dopo un breve periodo sotto il nome di Metan (1951–1959), il club ritorna a chiamarsi nuovamente Moslavina.
Nel 1964 viene inaugurato il nuovo stadio, il "Gradski stadion u Kutini", con una amichevole contro la nazionale Under-19 di calcio della Croazia. Fino alla dissoluzione della Jugoslavia, il Moslavina milita sempre nelle divisioni inferiori.
Dopo l'indipendenza della Croazia, il Moslavina entra nel nuovo sistema calcistico, viene incluso dalla terza divisione. Ottiene la promozione in seconda nel 1996, ma poi segue un periodo di declino ed è solo 10 anni dopo (2006) che il Moslavina ritorna nel calcio professionistico. Nel frattempo si qualifica più volte anche alla coppa di Croazia. Nel 2011 viene la retrocessione e da allora gli arancioni non tornano più nel calcio di vertice.

## Strutture

### Stadio
Il Moslavina disputa le partite casalinghe al Gradski stadion u Kutini (stadio cittadino di Kutina), un impianto da 2100 posti.

## Palmarès
- Treća HNL: 1

2005-2006 (girone Centro)